# Karl von Kleinsorgen

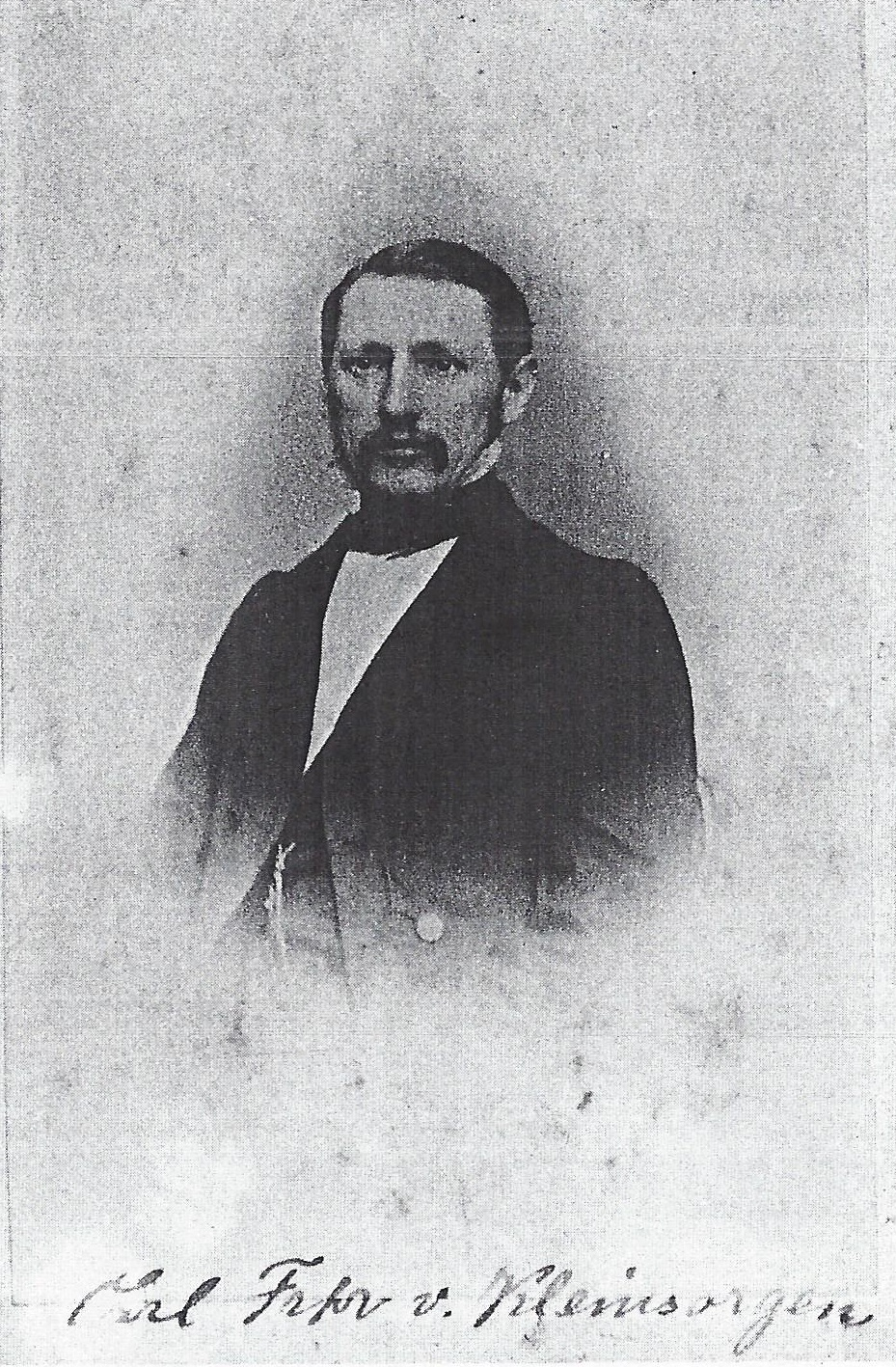
Karl Frhr. v. Kleinsorgen

Karl Freiherr von Kleinsorgen (* 1. Dezember 1829 auf Gut Schüren bei Meschede; † 12. Januar 1889 in Berlin) war ein deutscher Richter in der Provinz Westfalen. Er war katholisches Mitglied des Preußischen Abgeordnetenhauses und des Konstituierenden Reichstages des Norddeutschen Bundes.

## Herkunft
Seine Eltern waren der 1846 in den preußischen Freiherrenstand erhobene Maximilian Friedrich Franz Joseph von Kleinsorgen (* 18. Dezember 1802; † 22. März 1890) und dessen Ehefrau Friedrike Charlotte von Schlechtendal (* 15. Oktober 1799; † 2. Juli 1875), eine Tochter des Botanikers Diederich Friedrich Carl von Schlechtendal. Der Abgeordnete Adolf von Kleinsorgen war sein Bruder.

## Leben
Nach anfänglichem Privatunterricht besuchte er das Theodorianum in Paderborn und das Gymnasium Laurentianum Arnsberg. Nach dem Abitur studierte er ab dem Wintersemester 1849/50 Rechtswissenschaft an der Hessischen Ludwigs-Universität. 1850 wurde er im Corps Teutonia Gießen recipiert. Als Inaktiver wechselte er an die Friedrichs-Universität Halle.
Nach dem Studium trat Kleinsorgen 1852 als Auskultator in die Rechtspflege des Königreichs Preußen. Das Referendariat durchlief er in Burgsteinfurt und 1856–1858 in Münster. Danach war er Assessor in Neuwied, Wetzlar, Linz am Rhein und Asbach (Westerwald). Von 1863 bis 1869 amtierte er als Kreisrichter in Haltern und 1869–1889 in Meschede. 1879 erhielt er den Titel eines Amtsgerichtsrats.
1863–1867 war Kleinsorgen Mitglied des Preußischen Abgeordnetenhauses als Abgeordneter des Wahlkreises Münster–Coesfeld. Im Abgeordnetenhaus schloss er sich zunächst der Katholischen Fraktion, später dem linken Centrum an. Von Februar bis Oktober 1867 war er Mitglied des Konstituierenden Reichstages des Norddeutschen Bundes und des Zollparlaments. Er gehörte der Fraktion der Freien Vereinigung an.

## Familie
Kleinsorgen heiratete am 19. Juli 1870 in Meschede die Freiin Ferdinandine von Schade-Salwey (* 22. Mai 1849). Das Paar hatte mehrere Kinder:
- Maximilian (* 26. April 1871)
- Maria Pia (* 5. Juli 1872; † 5. September 1872)
- Werner Pius (* 9. August 1873; † 14. November 1873)
- Friederike Ferdinandine Pia (* 25. Dezember 1874)
- Karl Burghard Pius (* 31. Januar 1877)
- Franz (* 3. Dezember 1878)